# Gönc
Gönc ist eine ungarische Stadt im gleichnamigen Kreis im Komitat Borsod-Abaúj-Zemplén.

## Geografische Lage
Gönc liegt in Nordungarn, etwa fünf Kilometer südlich der Grenze zur Slowakei, 54 Kilometer nordöstlich des Komitatssitzes Miskolc, 27 Kilometer südlich der slowakischen Stadt Košice, an dem Fluss Gönci-patak. Nachbargemeinden sind Zsujta, Telkibánya, Göncruszka, Hernádszurdok und Hidasnémeti.

## Geschichte
Gönc ist besiedelt seit der Landnahme der Ungarn zu Beginn des 10. Jahrhunderts. Im Mittelalter war es königlicher Besitz und ein bedeutender Handelsplatz. Die Reformation spielte eine gewisse Rolle in der Geschichte der Stadt. Der Calvinist Gáspár Károli übersetzte hier die Bibel ins Ungarische. Das calvinistische Seminar von Sárospatak zog 1687 für kurze Zeit hierher.
Im Jahr 1913 gab es in der damaligen Großgemeinde 664 Häuser und 2819 Einwohner auf einer Fläche von 6975 Katastraljochen. Sie gehörte zu dieser Zeit zum Bezirk Göncz im Komitat Abaúj-Torna.
Im Vertrag von Trianon trat Ungarn 1920 seine nördlichen Gebiete ab, womit Gönc in der Grenzregion lag und seine Bedeutung für den Handel verloren hatte. Im Jahr 2001 erhielt die ehemalige Großgemeinde den Status einer Stadt.
Der Ort ist seit Jahrhunderten für seine „Göncer Fässer“ (ungarisch Gönci hordó) bekannt, die Fassbinder für die Vergärung des Tokajer herstellen.

## Galerie

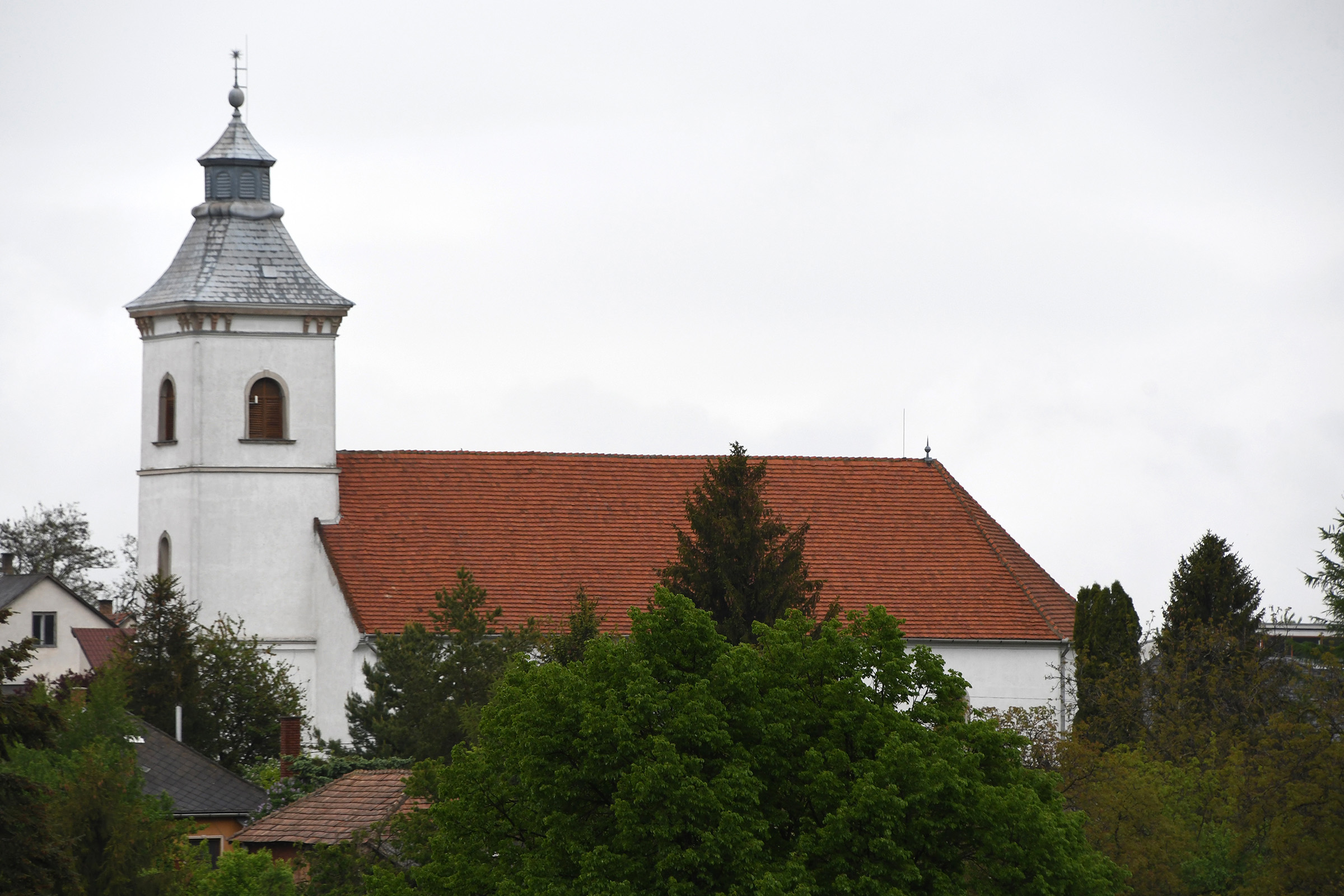
Reformierte Kirche
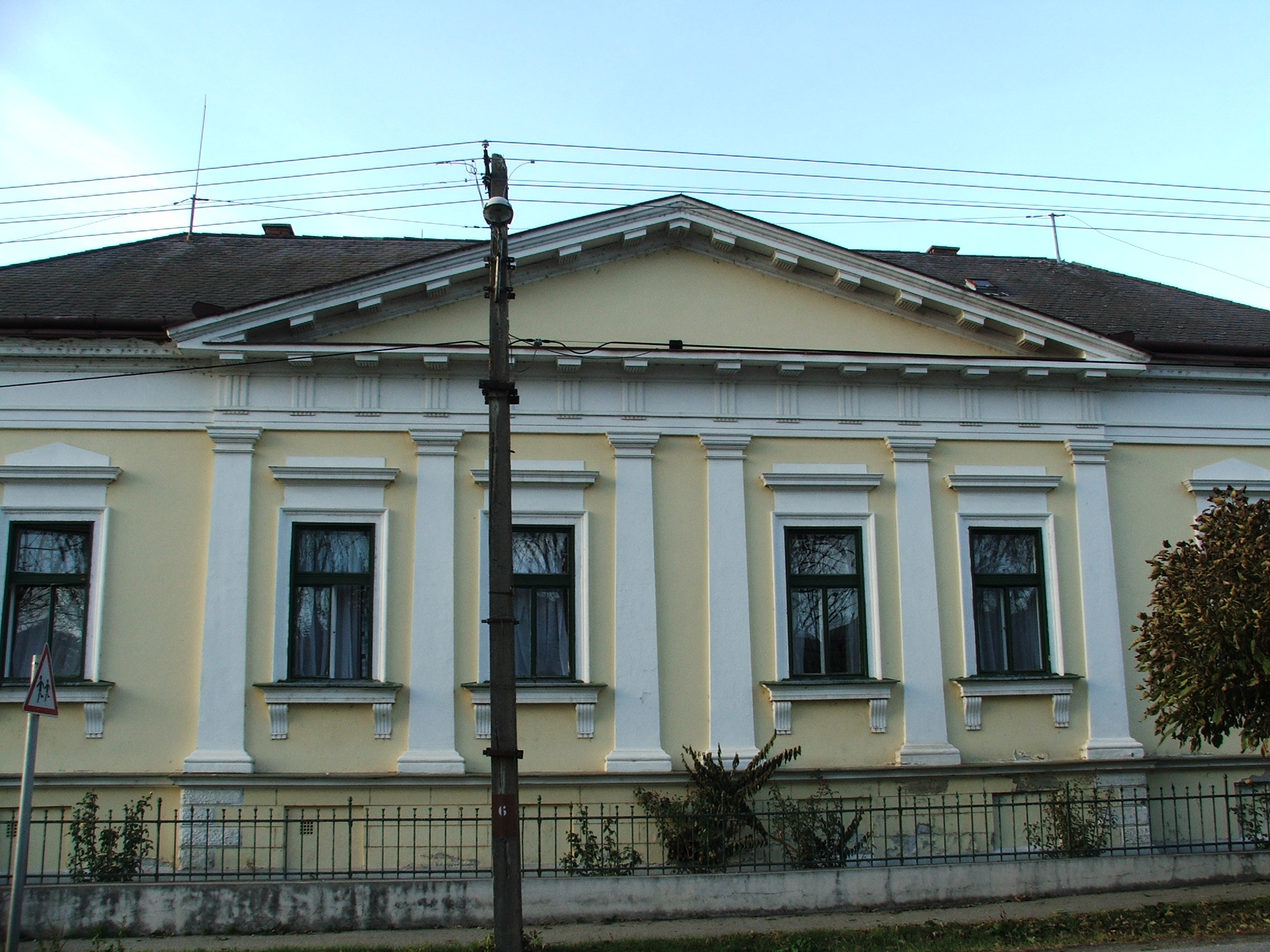
Schloss Pálffy
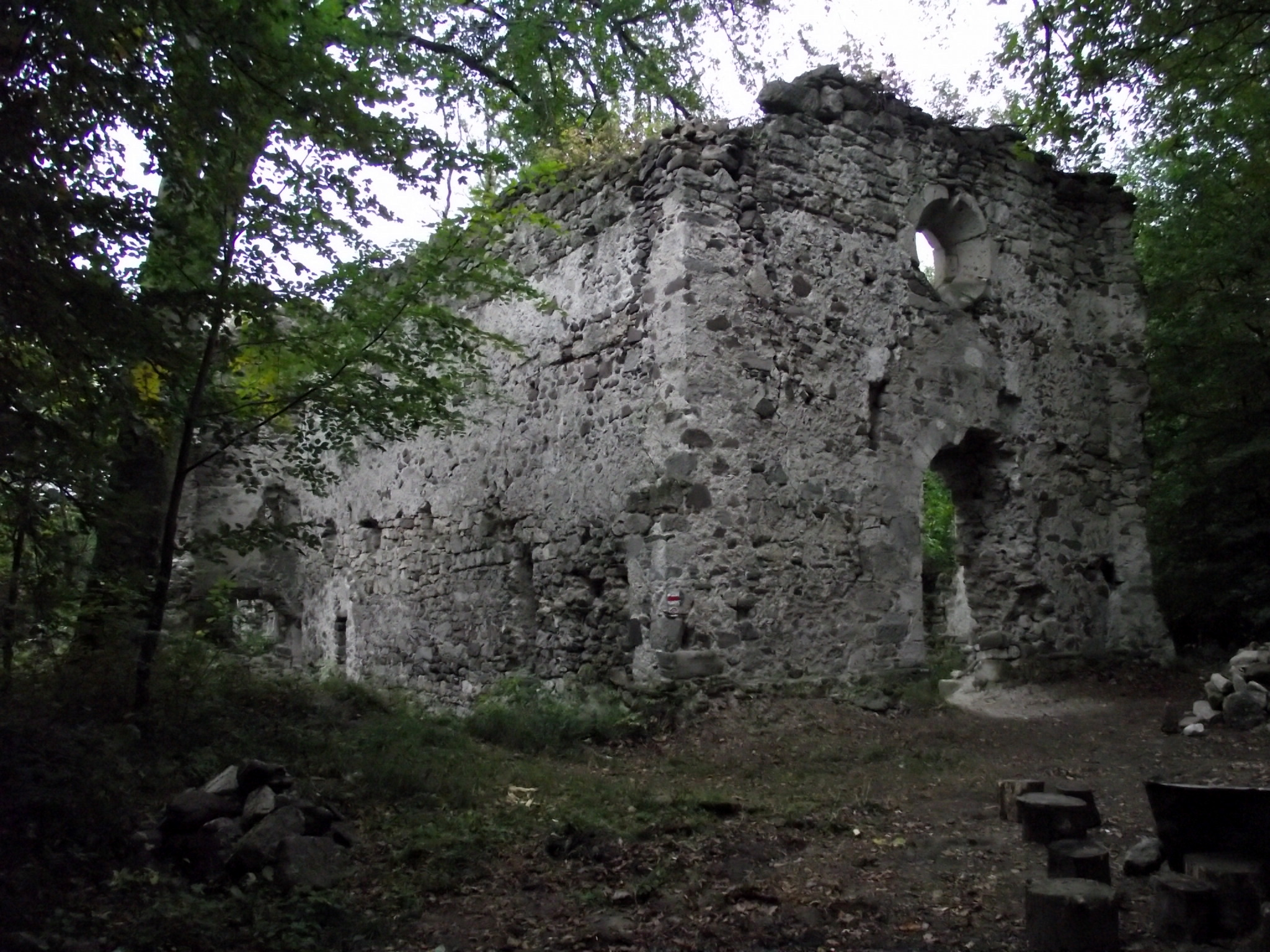
Ruine eines Pauliner-Klosters, östlich der Stadt im Wald gelegen
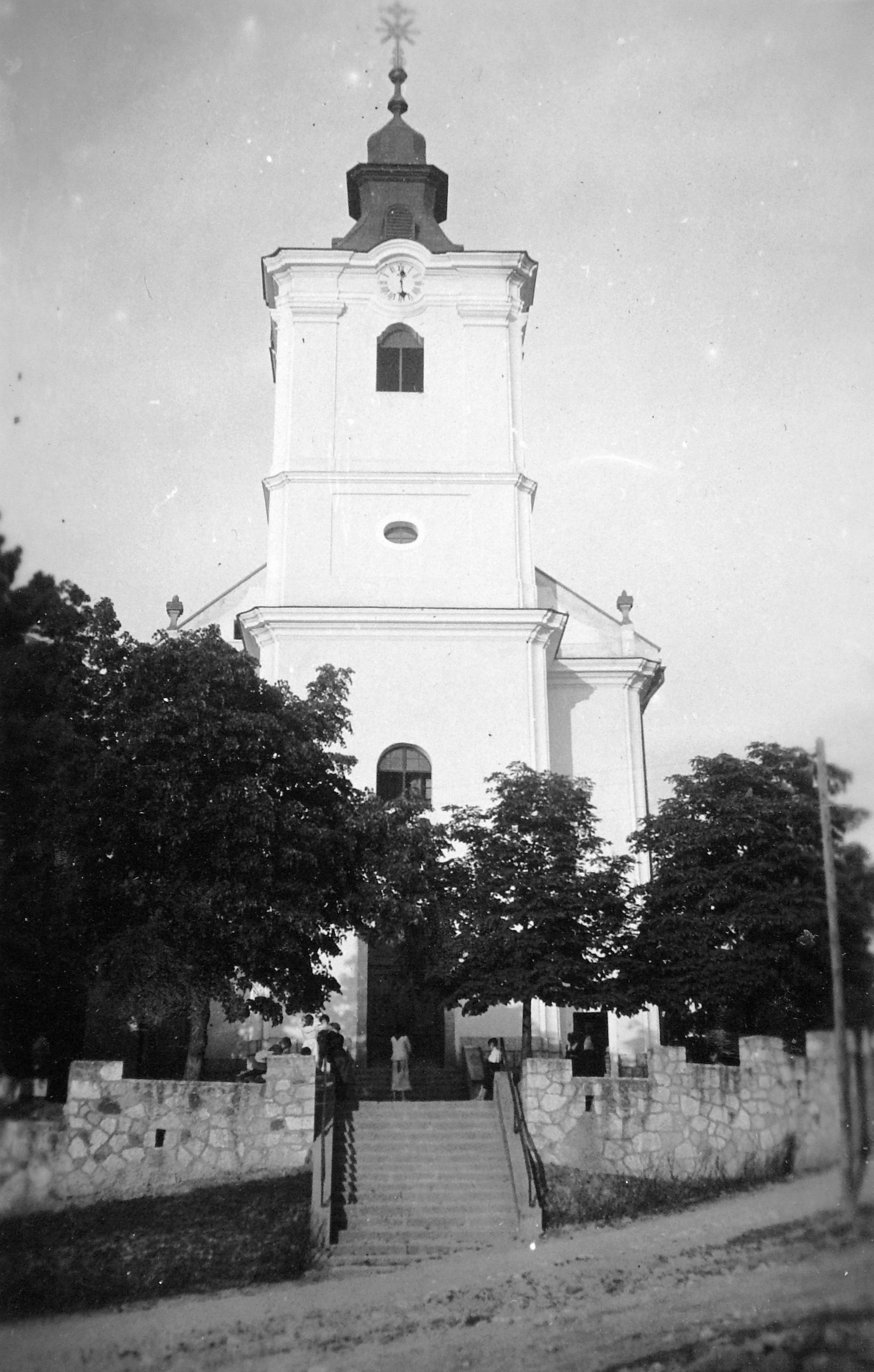
Röm.-kath. Kirche Szent Imre (1937)
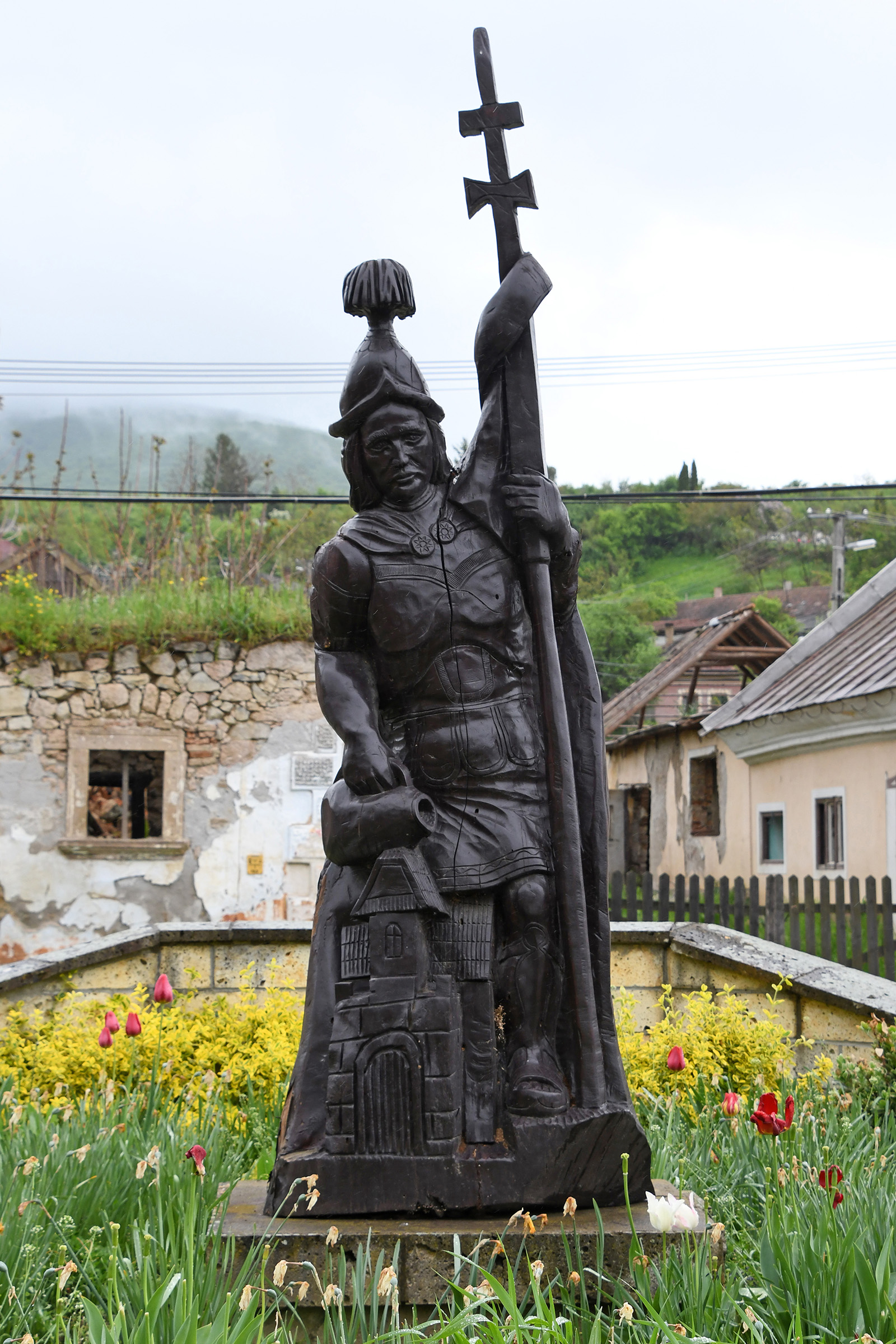
Szent-Flórian-Statue

## Persönlichkeiten
- Max Klein (1847–1908), Bildhauer und Medailleur, wurde hier geboren.